# La mujer de Judas
La mujer de Judas är en venezuelansk såpopera från 2002, med Chantal Baudaux, Juan Carlos García och Astrid Carolina Herrera i huvudrollerna.

## Rollista (i urval)
- Chantal Baudaux - Gloria Leal / Gloria Rojas Del Toro
- Juan Carlos García - Salomón Vaisman
- Astrid Carolina Herrera - Altagracia Del Toro

### Fotnoter
Den här artikeln är helt eller delvis baserad på material från engelskspråkiga Wikipedia, tidigare version.